# Toro Rosso STR12
Toro Rosso STR12 byl vůz Formule 1 navržený a zkonstruovaný týmem Scuderia Toro Rosso, pro závodění v sezóně 2017. Vůz debutoval při Grand Prix Austrálie 2017. Původně jej řídili Daniil Kvjat a Carlos Sainz Jr., ale oba jezdci byli na konci sezóny nahrazeni Pierrem Gaslym a Brendonem Hartleym poté, co byl Kvjat vyřazen z programu Red Bullu a Sainz Jr. začal smlouvu pro sezónu 2018 s Renaultem o čtyři závody dříve.
Radikální změny předpisů znamenaly, že vůz STR12 začínal na čistém listu papíru, ale byl navržen a vyroben stejným týmem ve Faenze a Bicesteru, který navrhl i jeho předchůdce. Vůz STR12 byl poháněn motory dodanými Renaultem poté, co tým v sezóně 2016 používal pohonné jednotky Ferrari specifikace ze sezóny 2015. Motory byly přeznačeny pod názvem 'Toro Rosso'.

## Shrnutí sezóny

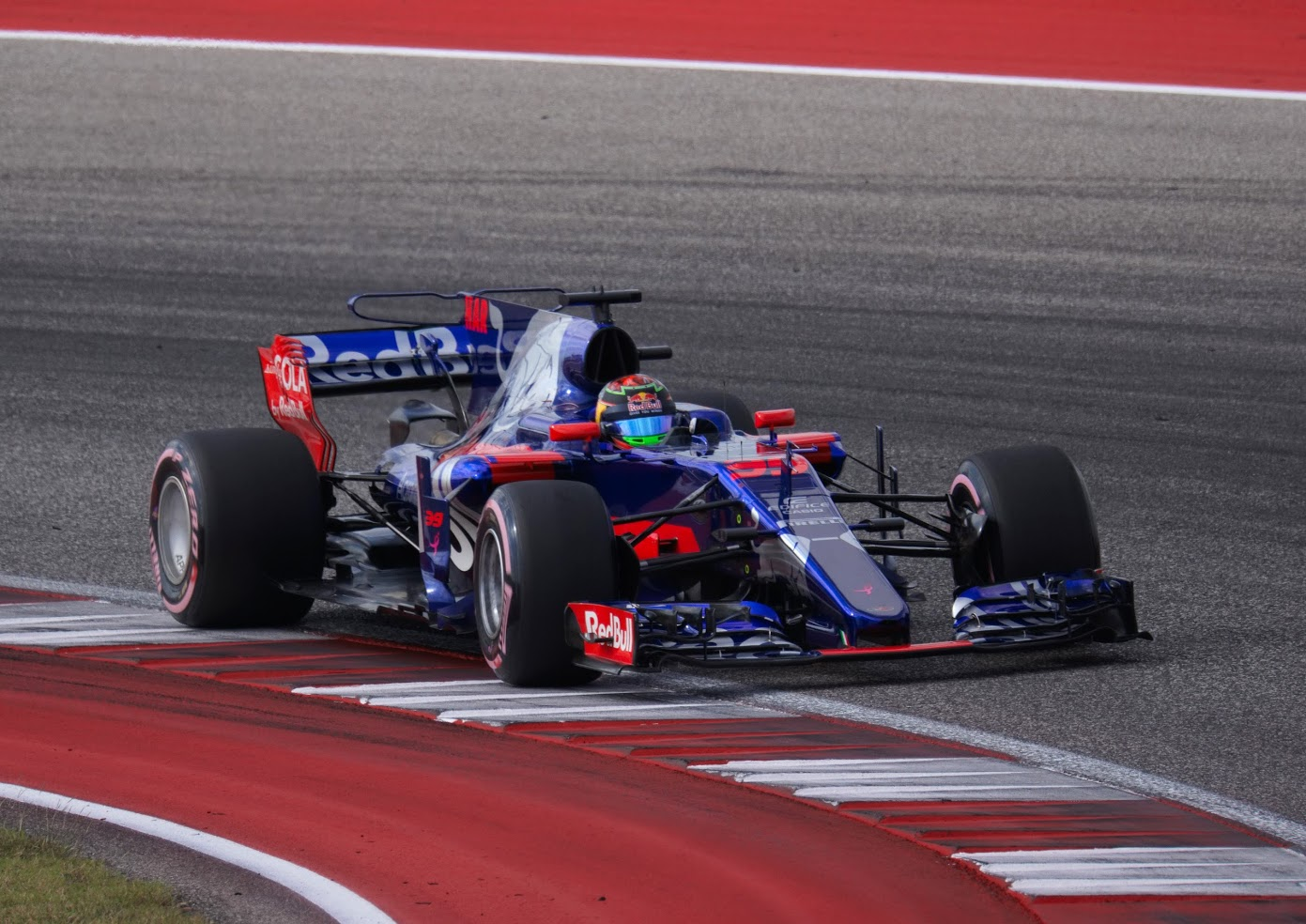
Brendon Hartley debutoval za Toro Rosso při Grand Prix USA.

V sezóně 2017 mířil tým vysoko, ale dvě změny jezdců v průběhu sezóny zhatily naděje na zajištění šestého místa v poháru konstruktérů. Sainz Jr. během sezóny devětkrát skončil na bodované pozici, ale šestkrát odstoupil. V Singapuru skončil na 4. místě. Sainz nasbíral pro tým 48 bodů během svých 16 závodů u týmu. Kvjat měl podprůměrný rok, ale sezónu začal dobře devátým místem v Austrálii. Bodoval také ve Španělsku a USA, ale v průběhu 15 závodů nasbíral pouze 5 bodů. Italský tým zakončil sezónu na 7. místě v poháru konstruktérů s 53 mistrovskými body.

## Kompletní výsledky ve Formuli 1
| Legenda k tabulce | Legenda k tabulce                                                                       |
| Barva             | Výsledek                                                                                |
| ----------------- | --------------------------------------------------------------------------------------- |
| Zlatá             | Vítěz                                                                                   |
| Stříbrná          | 2. místo                                                                                |
| Bronzová          | 3. místo                                                                                |
| Zelená            | Bodované umístění                                                                       |
| Modrá             | Nebodované umístění                                                                     |
| Modrá             | Dokončil neklasifikován (NC)                                                            |
| Fialová           | Odstoupil (Ret)                                                                         |
| Červená           | Nekvalifikoval se (DNQ)                                                                 |
| Červená           | Nepředkvalifikoval se (DNPQ)                                                            |
| Černá             | Diskvalifikován (DSQ)                                                                   |
| Bílá              | Nestartoval (DNS)                                                                       |
| Bílá              | Závod zrušen (C)                                                                        |
| Světle modrá      | Pouze trénoval (PO)                                                                     |
| Světle modrá      | Páteční testovací jezdec (TD)                                                           |
| Bez barvy         | Netrénoval (DNP)                                                                        |
| Bez barvy         | Vyřazen (EX)                                                                            |
| Bez barvy         | Nepřijel (DNA)                                                                          |
| Bez barvy         | Odvolal účast (WD)                                                                      |
| Bez barvy         | Nezúčastnil se (prázdné)                                                                |
| Označení          | Význam                                                                                  |
| Tučnost           | Pole position                                                                           |
| Kurzíva           | Nejrychlejší kolo                                                                       |
| †                 | Jezdec nedojel do cíle, ale byl klasifikován, protože odjel více než 90 % délky závodu. |
| ‡                 | Byl udělován poloviční počet bodů, protože bylo odjeto méně než 75 % délky závodu.      |
| Horní index       | Umístění bodujících jezdců ve sprintu                                                   |

| Rok  | Tým                 | Motor          | Pneumatiky | Jezdci           | 1   | 2   | 3   | 4   | 5   | 6   | 7   | 8   | 9   | 10  | 11  | 12  | 13  | 14  | 15  | 16  | 17  | 18  | 19  | 20  | Body | Umístění |
| ---- | ------------------- | -------------- | ---------- | ---------------- | --- | --- | --- | --- | --- | --- | --- | --- | --- | --- | --- | --- | --- | --- | --- | --- | --- | --- | --- | --- | ---- | -------- |
| 2017 | Scuderia Toro Rosso | Renault R.E.17 | P          |                  | AUS | CHN | BHR | RUS | ESP | MON | CAN | AZE | AUT | GBR | HUN | BEL | ITA | SIN | MAL | JPN | USA | MEX | BRA | ABU | 53   | 7. místo |
| 2017 | Scuderia Toro Rosso | Renault R.E.17 | P          | Pierre Gasly     |     |     |     |     |     |     |     |     |     |     |     |     |     |     | 14  | 13  |     | 13  | 12  | 16  | 53   | 7. místo |
| 2017 | Scuderia Toro Rosso | Renault R.E.17 | P          | Brendon Hartley  |     |     |     |     |     |     |     |     |     |     |     |     |     |     |     |     | 13  | Ret | Ret | 15  | 53   | 7. místo |
| 2017 | Scuderia Toro Rosso | Renault R.E.17 | P          | Daniil Kvjat     | 9   | Ret | 12  | 12  | 9   | 14† | Ret | Ret | 16  | 15  | 11  | 12  | 12  | Ret |     |     | 10  |     |     |     | 53   | 7. místo |
| 2017 | Scuderia Toro Rosso | Renault R.E.17 | P          | Carlos Sainz Jr. | 8   | 7   | Ret | 10  | 7   | 6   | Ret | 8   | Ret | Ret | 7   | 10  | 14  | 4   | Ret | Ret |     |     |     |     | 53   | 7. místo |